# Bronko Nagurski
Bronislau "Bronko" Nagurski (3 november 1908 - 7 januari 1990) was een Canadese Americanfootballspeler van Pools-Oekraïense afkomst. Ook was hij een succesvolle professionele worstelaar.

## Jeugd
Nagurski werd geboren in Rainy River, Ontario, Canada. In zijn jonge jaren verhuisde het gezin naar International Falls, Minnesota. Zijn ouders, Mike en Emelia Nagurski, waren immigranten uit Zuid-Oekraïne. Nagurski speelde American football op de Universiteit van Minnesota. Hij speelde op de posities aanvallend fullback en verdedigend tackle.
Volgens een legende werd het talent van Nagurski ontdekt door de toenmalige hoofdcoach van de Universiteit van Minnesota, Clarence Spears. Spears verdwaalde en vroeg de weg naar de dichtstbijzijnde stad aan Nagurski, die toen het veld aan het ploegen was. Hij hief zijn ploeg op en duidde de juiste richting aan. Op het veld tekende hij meteen een contract voor een sportbeurs.
Van 1927 tot 1929 kwam hij uit voor de Universiteit van Minnesota. In 1929 werd hij geselecteerd om te spelen in het All-American team, samengesteld uit de talentvolste en beste amateursporters. Zijn beste wedstrijd speelde hij in 1928 tegen de Universiteit van Wisconsin–Madison.
Sports Illustrated benoemde Nagurski tot een van de vier beste atleten uit Minnesota. In 1933 creëerde Football Writers Association of America de Bronko Nagurski Trophy. De Bronko Nagurski Trofee wordt jaarlijks uitgereikt aan de beste defensieve speler in college-American football. Tot de winnaars behoren onder anderen Warren Sapp, Charles Woodson, Champ Bailey en Derrick Johnson.

## Professionele carrière
Nagurski begon zijn professionele carrière in 1930 bij de Chicago Bears, waar hij tot 1937 speelde. Met zijn gestalte (1,88 m) en gewicht (107 kg) was hij een zeer bruikbare en dominante speler op het veld. Hij leidde zijn team naar verschillende kampioenstitels, waaronder 2x het NFL kampioenschap.
Naast Americanfootballspeler begon hij ook als professioneel worstelaar. Hij werd 3x wereldkampioen in de categorie zwaargewichten.